# Blood and Concrete
Blood & Concrete: A Love Story (en català: «Sang i formigó: una història d'amor») és un film estatunidenc de comèdia romàntica i de crims dirigit per Jeffrey Reiner i coescrit per Richard LaBrie, protagonitzat per Billy Zane i Jennifer Beals. Es va estrenar l'any 1991.

## Argument
Ambientat a Los Angeles, el protagonista n'és en Joey Turks, un lladre d'autos que necessita diners per abandonar la ciutat.
El film s'obre amb en Joey que roba un televisor de la casa del narcotraficant Mort, ja que li deu diners, però és atrapat en flagrant. En Joey deixa caure el televisor i el trenca i en Mort l'apunyala amb un ganivet i el persegueix. Mentre sagna, en Joey arriba a un cementiri on coneix la Mona, una cantant sense èxit que és a punt de suïcidar-se per les seves relacions passades. En Joey li passa al costat i li demana ajuda. La Mona el porta al seu apartament i el cura, després li ofereix estar a casa seva.
Més tard, en Joey és sorprès pel detectiu Hank Dick, que l'adverteix sarcàsticament que podria entrar a la presó. Porta en Joey a casa d'en Mort, el qual ha estat disparat i ara jeu mort a la piscina. Com que les empremtes digitals d'en Joey han estat trobades a tot arreu, ell és el principal sospitós. Sota l'amenaça d'en Hank, en Joey li diu que només va lliurar un paquet d'un home anomenat Spuntz. En escoltar el nom, en Hank s'adona que en Joey és innocent i explica que fa vint anys que cerca en Spuntz. Conscient que en Joey és el proper objectiu d'en Spuntz, en Hank li demana que l'ajudi a trobar-lo.
Aquella nit, mentre en Joey conversa amb un jove fora d'un bar, el sorprèn en Bart Daniels, que l'agafa de sobte i el fa pujar a un auto per portar-lo de nou a casa d'en Mort. Allà troba en Spuntz, que li demana on és el paquet. En Joey afirma que no ho sap i en Spuntz li explica que el que va lliurar contenia una droga al·lucinògena anomenada Libido, que augmenta el desig sexual i crea una forta dependència, cosa que li permet obtenir grans guanys econòmics. En Joey continua insistint que no sap on és la droga i en Bart comença a fer-lo jugar a la ruleta russa. Després de diversos trets afortunats, en Joey cedeix i s'ofereix a portar en Bart al "lloc". Tanmateix, mentre són a l'auto, en Joey agafa ràpidament la pistola d'en Bart i fuig. Tot seguit, en Joey troba la Mona i la fa pujar a un auto robat, dient-li que han de marxar de la vila, però després que la Mona li diu que hauria de marxar pel seu compte, tornen a casa.
L'endemà, en Joey és en un restaurant, on s'assabenta per un contacte que en Spuntz té un milió de dòlars invertit en el paquet desaparegut. Després, visita en Sammy Rhodes per demanar ajuda per trobar el paquet, però en Sammy s'hi nega i li suggereix que abandoni la situació en què és. La Mona truca en Joey i li demana que torni a casa. Però, just en aquell moment, en Joey és sorprès pel detectiu Hank, que el porta de tornada al restaurant, on el contacte és ara mort, amb una bala disparada al front. En Hank amenaça en Joey i l'acusa d'haver estat amb en Spuntz, però en Joey insisteix que no és aquest tipus de criminal i explica que el narcotraficant mata a qualsevol que tingui la droga per mantenir-ne el monopoli. Mentre en Joey camina cap a casa, en Bart el sorprèn amb una pistola i l'obliga a unir-se a en Spuntz i a ell per sopar. En Spuntz avisa en Joey que ha estat traït i se'n va, deixant-lo sol amb en Bart. En Joey li diu a en Bart que seran les properes víctimes d'en Hank i en Spuntz, i que haurien de treballar junts, però en Bart, drogat, intenta fer sexe amb ell.
Després d'escapar, en Joey arriba a l'apartament de la Mona, on veu una píndola al terra, que descobreix que li va donar en Lance, el seu ex-xicot. En Joey amenaça en Lance i ell confessa que la va aconseguir d'en Mort fa un temps. A fora, en Bart torna a sorprendre en Joey i el persegueix amb l'auto, però amb l'ajuda del jove amb qui en Joey conversava uns dies abans, aconsegueix escapar. El jove porta en Joey al restaurant, li diu que allà no els trobarà i el motiva, però de sobte en Bart hi arriba i dispara al jove al front, mentre en Joey fuig.
Perplex, en Joey s'asseu al costat del cos d'en Mort, incapaç de resoldre la situació. Just aleshores, descobreix que totes les bosses que contenien les drogues havien quedat empassades pel depurador de la piscina. Les fica en una maleta i torna a casa, on li diu a la Mona que han de marxar, malgrat la seva desaprovació. Just després, reben una visita sobtada d'en Spuntz i d'en Bart, que amenacen de matar-los si no els entreguen la droga, però en Hank immediatament els troba i els arresta. Aleshores, Joey fuig al cementiri, però els criminals ràpidament roben l'arma d'en Hank i segueixen en Joey. En Joey es troba amb en Sammy al cementiri, al qual planejava donar la maleta a canvi d'una gran suma de diners, però en Sammy en canvi li apunta una pistola i li demana que el perdoni. Quan en Joey és a punt de ser disparat, en Bart apareix per darrere, dispara en Sammy i persegueix en Joey fins al cementiri. Arraconat per en Bart, en Joey fa servir la darrera bala de la seva pistola i el mata.
Mentrestant, en Lance arriba a la casa d'en Mort i troba les darreres bosses de la droga, quan en Spuntz li dispara bruscament, el qual tot seguit és disparat per en Hank. El detectiu els diu que havien estat estafats i que no era res més que cafeïna, sedant i laxant. Tots dos cauen a la piscina sanguinolenta. L'escena final mostra en Joey agafant la maleta d'en Sammy amb els diners i deixant caure la de les bosses, sense cap valor, mentre abandona la ciutat juntament amb la Mona.

## Repartiment
- Billy Zane com a Joey Turks
- Jennifer Beals com a Mona
- Darren McGavin com a Hank Dick
- Nicholas Worth com a Spuntz
- Mark Pellegrino com a Bart Daniels
- Harry Shearer com a Sammy Rhodes
- James LeGros com a Lance
- William Bastiani com a Mort

## Recepció
Michael Wilmington, del Los Angeles Times, va donar al film una crítica variada i va escriure: "La bogeria, l'energia i els personatges estranys i salvatges del film són la seva vena d'or. Però, en certa manera, Blood and Concrete no és massa únic, només més dens i compacte".
Nick Hartel de DVD Talk va donar al film una crítica positiva. El va definir "un film constantment entretingut".
TV Guide també va donar al film una crítica positiva, descrivint-lo com "una comèdia elegant i de bon ritme".

## Influència i llegat
Una versió russa il·legal (amb la veu d'Andrei Gavrilov) de l'escena de l'inici del film en què en Mort insulta en Joey Turks durant trenta segons seguits ha esdevingut un mem popular a l'Internet rus.